# Bitva u Hondshoote
Bitva u Hondshoote  byla jednou z bitev francouzských revolučních válek. Bitva se odehrála 8. září 1793 mezi francouzskou republikánskou armádou, kterou vedli generálové Jean Nicolas Houchard a Jean-Baptiste Jourdan, a armádou koalice vedenou vévodou z Yorku a Albany Bedřichem Augustem Hannoverským a generálem Wilhelmem von Freytagem u města Hondschoote v departmentu Nord. Skončila vítězstvím Francie.